# Ehrenfriedersdorf
Ehrenfriedersdorf est une commune de Saxe (Allemagne), située dans l'arrondissement des Monts-Métallifères, dans le district de Chemnitz.

## Économie
- Brasserie Privatbrauerei Specht

## Jumelages
- Burgkunstadt (Allemagne)
- Podbořany (Tchéquie)